# Oceania Sevens Femenino 2012
El Oceania Sevens Femenino de 2012 fue la tercera edición del torneo de rugby 7 femenino de Oceanía.
Se disputó del 3 al 4 de agosto en la ciudad de Lautoka, Fiyi.

## Fase de grupos

### Grupo A
| Equipo             | Encuentros | Encuentros | Encuentros | Encuentros | Tantos  | Tantos    | Tantos     | Puntos |
| Equipo             | jugados    | ganados    | empatados  | perdidos   | a favor | en contra | diferencia | Puntos |
| ------------------ | ---------- | ---------- | ---------- | ---------- | ------- | --------- | ---------- | ------ |
| Nueva Zelanda      | 3          | 3          | 0          | 0          | 113     | 7         | +106       | 9      |
| Papúa Nueva Guinea | 3          | 2          | 0          | 1          | 62      | 39        | +23        | 7      |
| Samoa              | 3          | 1          | 0          | 2          | 46      | 51        | -5         | 5      |
| Islas Salomón      | 3          | 0          | 0          | 3          | 24      | 87        | –63        | 3      |

### Grupo B
| Equipo        | Encuentros | Encuentros | Encuentros | Encuentros | Tantos  | Tantos    | Tantos     | Puntos |
| Equipo        | jugados    | ganados    | empatados  | perdidos   | a favor | en contra | diferencia | Puntos |
| ------------- | ---------- | ---------- | ---------- | ---------- | ------- | --------- | ---------- | ------ |
| Nueva Zelanda | 3          | 3          | 0          | 0          | 100     | 7         | +93        | 9      |
| Fiyi          | 3          | 2          | 0          | 1          | 88      | 26        | +62        | 7      |
| Tonga         | 3          | 1          | 0          | 2          | 15      | 99        | –84        | 5      |
| Islas Cook    | 3          | 0          | 0          | 3          | 7       | 78        | –71        | 3      |

## Fase Final

#### Copa de oro
|  | Cuartos de final   | Cuartos de final   | Cuartos de final   |                    |               | Semifinales   | Semifinales | Semifinales |                    |                    | Copa          | Copa         | Copa |  |
|  |                    |                    |                    |                    |               |               |             |             |                    |                    |               |              |      |  |
|  |                    |                    |                    |                    |               |               |             |             |                    |                    |               |              |      |  |
|  | Nueva Zelanda      | Nueva Zelanda      | 52                 |                    |               |               |             |             |                    |                    |               |              |      |  |
|  | Nueva Zelanda      | Nueva Zelanda      | 52                 |                    |               |               |             |             |                    |                    |               |              |      |  |
|  | Islas Salomón      | Islas Salomón      | 0                  |                    |               |               |             |             |                    |                    |               |              |      |  |
|  | Islas Salomón      | Islas Salomón      | 0                  |                    | Nueva Zelanda | Nueva Zelanda | 36          |             |                    |                    |               |              |      |  |
|  |                    |                    |                    |                    | Nueva Zelanda | Nueva Zelanda | 36          |             |                    |                    |               |              |      |  |
|  |                    |                    | Papúa Nueva Guinea | Papúa Nueva Guinea | 0             |               |             |             |                    |                    |               |              |      |  |
|  | Papúa Nueva Guinea | Papúa Nueva Guinea | Papúa Nueva Guinea | Papúa Nueva Guinea | 0             | 24            |             |             |                    |                    |               |              |      |  |
|  | Papúa Nueva Guinea | Papúa Nueva Guinea |                    |                    |               |               |             |             |                    |                    |               |              |      |  |
|  | Tonga              | Tonga              | 19                 |                    |               |               |             |             |                    |                    |               |              |      |  |
|  | Tonga              | Tonga              | 19                 |                    |               |               |             |             |                    | Nueva Zelanda      | Nueva Zelanda | 35           |      |  |
|  |                    |                    |                    |                    |               |               |             |             |                    | Nueva Zelanda      | Nueva Zelanda | 35           |      |  |
|  |                    |                    | Australia          | Australia          | 24            |               |             |             |                    |                    |               |              |      |  |
|  | Australia          | Australia          | Australia          | Australia          | 24            | 22            |             |             |                    |                    |               |              |      |  |
|  | Australia          | Australia          |                    |                    |               |               |             |             |                    |                    |               |              |      |  |
|  | Islas Cook         | Islas Cook         | 0                  |                    |               |               |             |             |                    |                    |               |              |      |  |
|  | Islas Cook         | Islas Cook         | 0                  |                    | Australia     | Australia     | 26          |             |                    | Tercer lugar       | Tercer lugar  | Tercer lugar |      |  |
|  |                    |                    |                    |                    | Australia     | Australia     | 26          |             |                    | Tercer lugar       | Tercer lugar  | Tercer lugar |      |  |
|  |                    |                    | Fiyi               | Fiyi               | 5             |               |             |             |                    |                    |               |              |      |  |
|  | Fiyi               | Fiyi               | Fiyi               | Fiyi               | 5             | 15            |             |             | Papúa Nueva Guinea | Papúa Nueva Guinea | 14            |              |      |  |
|  | Fiyi               | Fiyi               |                    |                    |               |               |             |             | Papúa Nueva Guinea | Papúa Nueva Guinea | 14            |              |      |  |
|  | Samoa              | Samoa              | 5                  |                    |               |               |             |             |                    |                    | Fiyi          | Fiyi         | 26   |  |
|  | Samoa              | Samoa              | 5                  |                    |               |               |             |             |                    |                    | Fiyi          | Fiyi         | 26   |  |
|  |                    |                    |                    |                    |               |               |             |             |                    |                    |               |              |      |  |

| Bandera de Nueva Zelanda |
| Campeón Nueva Zelanda    |
| 2.do título              |